# Prochiloneurus oviductus
Prochiloneurus oviductus är en stekelart som först beskrevs av Girault 1915.  Prochiloneurus oviductus ingår i släktet Prochiloneurus och familjen sköldlussteklar. Inga underarter finns listade i Catalogue of Life.